# Radio Sochaczew
Radio Sochaczew – całodobowa, lokalna rozgłośnia radiowa z Sochaczewa. Rozpoczęła nadawanie w dniu 6 marca 1993 roku. Do 1 września 2014 roku stacja działała pod nazwą Radio Fama Sochaczew.
Radio emituje swój program z anten nadawczych umieszczonych na kominie dawnych zakładów Chemitex w Sochaczewie na częstotliwości 94,9 MHz z mocą ERP 1kW.